# Kotlety ziemniaczane

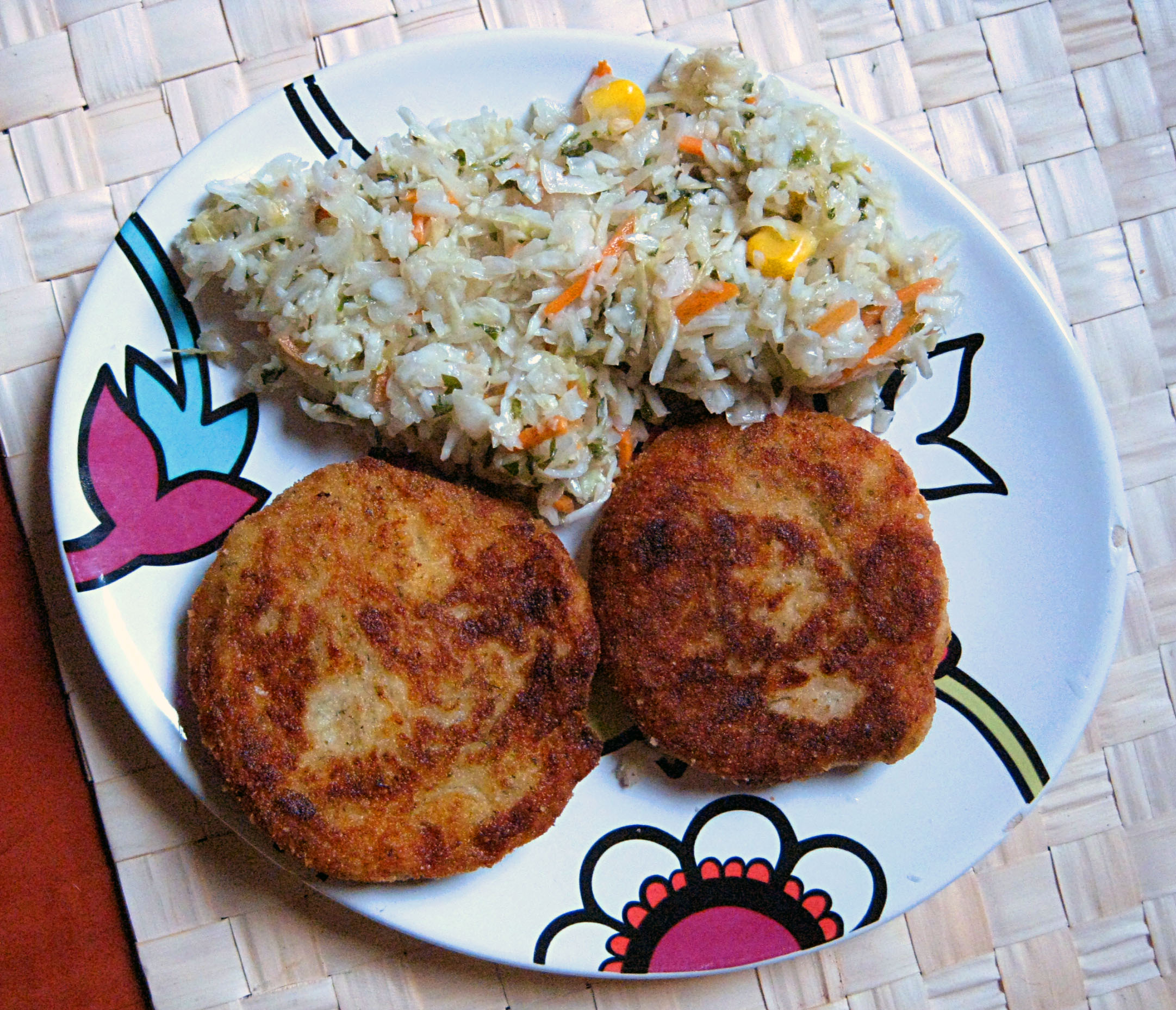
Kotlety ziemniaczane (na dole) podane z surówką.

Kotlety ziemniaczane – kotlety sporządzane z ciasta, którego głównym składnikiem są  ziemniaki. Mogą zawierać różne dodatki. Są potrawą charakterystyczną dla kuchni polskiej, np. w wersji z serem twarogowym i majerankiem są popularne na Podkarpaciu (Solina, Baligród, Cisna, Olszanica, Lesko, Uherce Mineralne).
Na Liście produktów tradycyjnych polskiego Ministerstwa Rolnictwa i Rozwoju Wsi znaleźć można  „kładzionki ziemniaczane witanowickie” (Witanowice w woj. małpolskim) mające zazwyczaj szerokość około 10 cm i wysokość około 2 cm.

## Przygotowanie
Ciasto ziemniaczane na kotlety robi się z następujących składników:
- ugotowanych i odparowanych mączystych, jeszcze ciepłych ziemniaków (składnik główny) przepuszczonych przez maszynkę lub praskę,
- ewentualnie z dodatkiem uprzednio przesianej mąki pszennej lub mąki ziemniaczanej,
- jajek, które m.in. łączą ze sobą poszczególne składniki.

Ciasto doprawia się do smaku solą i pieprzem. Do ciasta można dodać usmażoną na tłuszczu posiekaną cebulę, ser lub twaróg. Można także sporządzać je z mięsem lub wędzoną rybą, np. dorszem.
Kotlety ziemniaczane można sporządzać bez dodatku mąki, jedynie z ziemniaków i jaj jako podstawowych składników, zależy to od rodzaju ziemniaków – ziemniaki mączyste, w przeciwieństwie do wodnistych, nie wymagają dużego dodatku mąki, podobnie jak ziemniaki zmielone zaraz po ugotowaniu i rozrzucone po całej stolnicy celem odparowania wody.
Ciasto zarabia się siekając nożem i krótko wyrabia, po czym dzieli na porcje. Z porcji gotowego ciasta formuje się wałek o średnicy 6 cm, który kroi się na plastry o grubości 2 cm, z których kształtuje się owalne lub okrągłe kotlety. Kotlety obtacza się w bułce tartej lub panieruje, po czym smaży po obu stronach na rozgrzanym tłuszczu na złoty kolor.

### Z półproduktów
Kotlety ziemniaczane można też przygotować z gotowego uszlachetnionego półproduktu, w skład którego wchodzi mieszanka purée ziemniaczanego (susz ziemniaczany) z mąką ziemniaczaną, pszenną, jajami w proszku i przyprawami, po wymieszaniu z wodą, zarobieniu, uformowaniu kotletów i usmażeniu.

## Podawanie
Kotlety ziemniaczane podaje się z sosem (np. grzybowym, pomidorowym) i surówką. Mogą stanowić danie zasadnicze lub jego uzupełnienie.